# Костадин Табаков (революционер)
 Тази статия е за българския революционер.  За българския самбист вижте Костадин Табаков (самбист).  
Костадин Денев Табаков е български революционер, деец на Вътрешната македоно-одринска революционна организация.

## Биография
Костадин Табаков е роден на 27 август 1866 година в Габрово, тогава в Османската империя. Завършва пети клас гимназия в Пловдив и след това учителства в Мустафапаша, където се присъединява към ВМОРО. През 1900 година е арестуван и осъден в Одрин на 8 месеца затвор. През 1901-1902 година учителства в Лозенград и председателства местния околийски комитет на ВМОРО, а през 1902-1903 прави същото в Дедеагач..